# Minardi
Minardi a fost o echipă italiană de curse auto fondată în Faenza în 1979 de către Giancarlo Minardi. Aceasta a concurat în Campionatul Mondial de Formula 1 din 1985 până în 2005 având puțin succes, dobândind totuși un număr mare de fani loiali. În 2001, pentru a salva echipa de la faliment, Minardi a vândut-o omului de afaceri australian Paul Stoddart, care a condus echipa timp de cinci ani înainte de a o vinde în 2005 către Red Bull GmbH, care a redenumit-o în „Scuderia Toro Rosso”. M” (prescurtarea de la Minardi), apoi un număr, din 2001, toate șasiurile Minardi s-au numit „PS”, PS fiind inițialele proprietarului echipei, Paul Stoddart.
În timpul perioadei petrecute în Formula 1, echipa a obținut un total de 38 de puncte în campionat; 16 dintre acestea au fost obținute de primul pilot al echipei, Pierluigi Martini. Martini a înregistrat, de asemenea, singurul start pe prima linie al echipei, calificându-se pe locul 2 la Marele Premiu al Statelor Unite din 1990, și s-a aflat la conducerea cursei pentru un tur în timpul Marelui Premiu al Portugaliei din 1989, singura dată când un Minardi a condus vreo cursă. Echipa nu a obținut niciodată o clasare pe podium, obținând doar trei clasări pe locul 4: Martini de două ori în 1991 și Christian Fittipaldi în 1993.
În cele 21 de sezoane, Minardi a înscris 37 de piloți. Treisprezece aveau naționalitate italiană (dintre care nouă au concurat în perioada în care echipa era deținută de Giancarlo Minardi), ceilalți au venit cu 13 naționalități diferite (scăzându-l pe Doornbos care a concurat sub o licență monegască în 2005). Martini deține recordul pentru cele mai multe starturi cu echipa (103 Mari Premii), urmat de Gianni Morbidelli și Marc Gené cu 33 de starturi.
Echipa era deosebit de apreciată în cercurile de Formula 1 pentru atmosfera prietenească, accesibilitatea și lipsa de cultură corporativă. Pe pistă, mașinile lor erau considerate de mulți ca fiind bine proiectate relativ cu bugetul lor mic, poziția lor joasă fiind recunoscută ca fiind rezultatul lipsei de fonduri (și de putere a motorului), mai degrabă decât al unei mașini proaste. De asemenea, au rezistat angajării de piloți plătitori mai mult decât majoritatea celorlalte echipe constrânse financiar. Printre foștii piloți Minardi se numără dublul campion mondial Fernando Alonso, câștigătorii de curse Alessandro Nannini, Giancarlo Fisichella, Jarno Trulli și Mark Webber; dublul campion CART IndyCar World Series Alessandro Zanardi și câștigătorii de curse Justin Wilson și Christian Fittipaldi; și câștigătorii Cursei de 24 de ore de la Le Mans Michele Alboreto, Pierluigi Martini și Marc Gené.

## Origini
Familia Minardi are o implicare îndelungată în sporturile cu motor. Bunicul lui Giancarlo Minardi a avut o reprezentanță Fiat în Faenza încă din 1927, în timp ce tatăl său, Giovanni Minardi, a concurat cu propriile sale mașini la sfârșitul anilor 1940. Prima mașină Minardi din istorie a fost GM75 construită de Giovanni Minardi: avea un motor cu 6 cilindri proiectat de Oberdan Golfieri și construit de Antonio Lotti. Rino Ferniani a condus-o pe Circuito del Garda, retrăgându-se când se afla la conducerea cursei.
După moartea tatălui său, Giancarlo a preluat partea de curse a afacerii familiei. El a preluat frâiele Scuderiei del Passatore la începutul anilor 1970. El a decis să înceapă să concureze cu un șasiu Brabham BT28 și un motor Alfa Romeo în Formula Italia, și nu în Formula 3, așa cum se decisese anterior. În 1972, echipa a terminat pe locul al doilea cu Giancarlo Martini, dar a câștigat în sezonul următor. În 1974, Lamberto Leoni a pierdut campionatul din cauza unui steag negru controversat. În 1975, echipa a fost redenumită în „Scuderia Everest” din motive de sponsorizare. Promițătorul Elio de Angelis a concurat pentru echipă în 1977 și 1978, în timp ce Clay Regazzoni a condus în 1978 și 1979.
În 1976, echipa a rulat pentru scurt timp un Ferrari 312T de Formula 1 pentru clienți cu Giancarlo Martini, unchiul lui Pierluigi Martini. Martini Sr. s-a calificat pe locul 15 pentru Cursa Campionilor de la Brands Hatch, dar nu a reușit să ia startul în cursă după un accident în timpul turului de încălzire. Echipa a concurat apoi la BRDC International Trophy de la Silverstone, unde Martini a terminat pe locul 10. În 1979, Minardi a primit sprijin financiar de la Piero Mancini, cunoscut patron italian de curse auto, și a înființat echipa de curse Minardi drept constructor de Formula 2.

## Palmares în Formula 1
| Sezon | Piloți | Puncte | Loc clasament general |
| ----- | --- | ------ | --------------------- |
| 2005  | Patrick Friesacher (11 curse); Robert Doornbos (8 curse) / Christijan Albers                                           | 7      | 10                    |
| 2004  | Gianmaria Bruni / Zsolt Baumgartner                                                                                    | 1      | 10                    |
| 2003  | Justin Wilson (11 curse); Nicolas Kiesa (5 curse) / Jos Verstappen                                                     | 0      | -                     |
| 2002  | Alex Yoong (15 curse); Anthony Davidson (2 curse) / Mark Webber                                                        | 2      | 9                     |
| 2001  | Tarso Marques (14 curse); Alex Yoong (3 curse) / Fernando Alonso                                                       | 0      | -                     |
| 2000  | Marc Gené / Gastón Mazzacane                                                                                           | 0      | -                     |
| 1999  | Luca Badoer (15 curse); Stéphane Sarrazin (1 cursa) / Marc Gené                                                        | 1      | 10                    |
| 1998  | Shinji Nakano / Esteban Tuero                                                                                          | 0      | -                     |
| 1997  | Ukyo Katayama / Jarno Trulli (7 curse); Tarso Marques (10 curse)                                                       | 0      | -                     |
| 1996  | Pedro Lamy / Giancarlo Fisichella (8 curse); Tarso Marques (2 curse); Giovanni Lavaggi (6 curse)                       | 0      | -                     |
| 1995  | Pierluigi Martini (9 curse); Pedro Lamy (8 curse) / Luca Badoer                                                        | 1      | 10                    |
| 1994  | Pierluigi Martini / Michele Alboreto                                                                                   | 5      | 10                    |
| 1993  | Christian Fittipaldi (14 curse); Jean-Marc Gounon (2 curse) / Fabrizio Barbazza (8 curse); Pierluigi Martini (8 curse) | 7      | 8                     |
| 1992  | Christian Fittipaldi (13 curse); Alessandro Zanardi (3 curse) / Gianni Morbidelli                                      | 1      | 12                    |
| 1991  | Pierluigi Martini / Gianni Morbidelli (15 curse); Roberto Moreno (1 cursa)                                             | 6      | 7                     |
| 1990  | Pierluigi Martini / Paolo Barilla (14 curse); Gianni Morbidelli (2 curse)                                              | 0      | -                     |

1. ↑  „Red Bull Finalizes Minardi Deal”. Motorsport. 11 septembrie 2005. Arhivat din original la 20 septembrie 2018. Accesat în 19 septembrie 2018.
2. ↑  „F1 reveals human side after Walton death”. Independent. Arhivat din original la 15 mai 2022. Accesat în 19 septembrie 2018.
3. ↑  „LEGEND OF MINARDI F1 – THE LITTLE TEAM THAT TOOK ON THE GIANTS OF F1”. Columnm. Accesat în 19 septembrie 2018.[nefuncțională – arhivă]
4. ↑  „Review of the Year: 10th - Minardi”. Grand Prix. Accesat în 19 septembrie 2018.
5. ↑  Constructors: Minardi GrandPrix.com; Retrieved 2 August 2006